# Barbarakapelle (Payerbach)

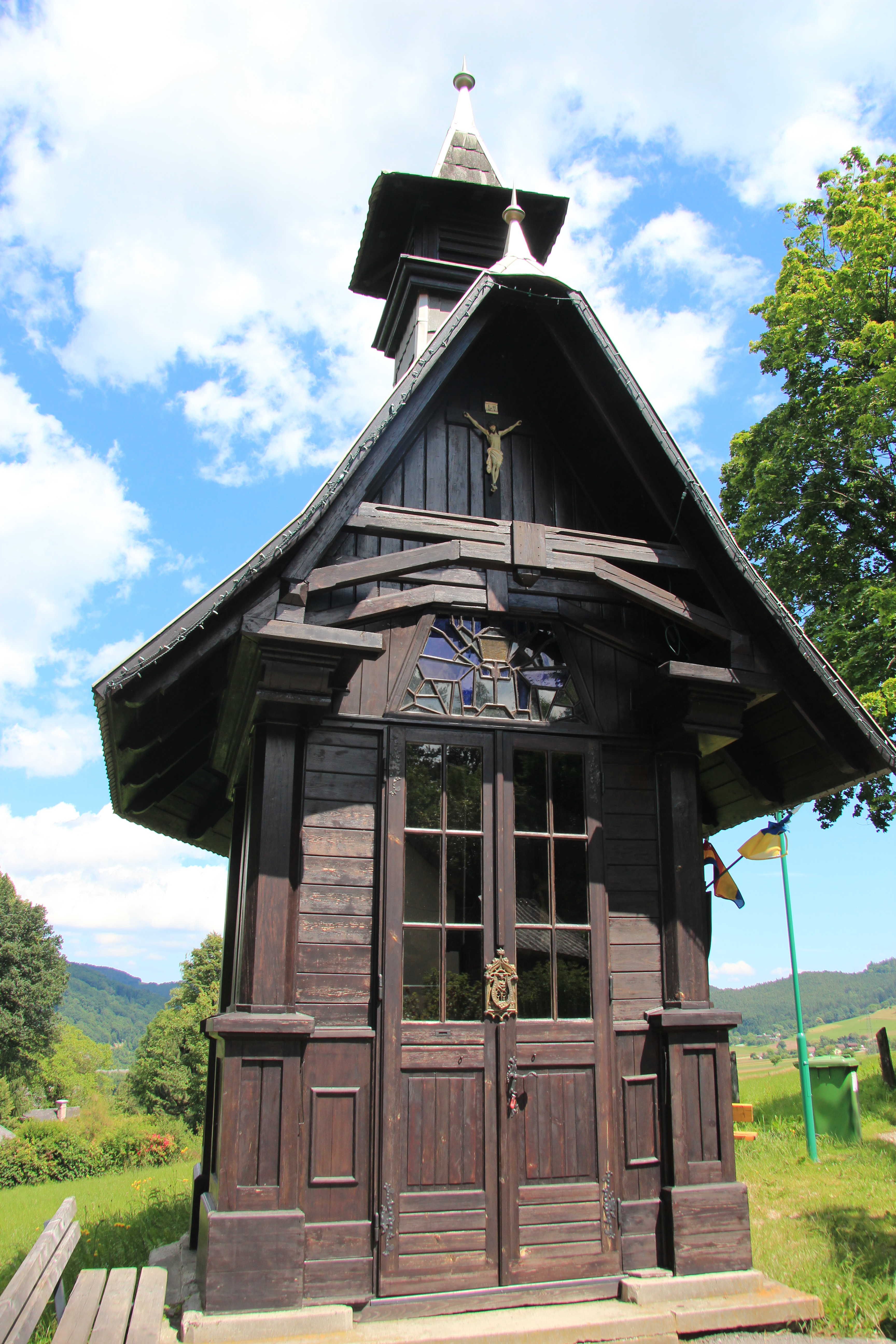
Barbarakapelle in Küb (Payerbach) (2015)

Die Barbarakapelle ist eine Kapelle auf freiem Feld in der zur niederösterreichischen Gemeinde Payerbach gehörenden Katastralgemeinde Küb und steht unter Denkmalschutz (Listeneintrag).

## Geschichte
Die Barbarakapelle wurde im Jahre 1916 als Garnisonskapelle des 1915 aufgestellten k.u.k. Gebirgsartillerie-Regimentes Nr. 2 in der damaligen Kaserne von Payerbach, der heutigen Adresse Wienerstraße 34, durch den Architekten M. Bradaczek, der als k.u.k. Leutnant der Reserve diente, errichtet. Die Einweihung der Kapelle erfolgte am 18. August 1916, dem 86. und letzten Geburtstag von Kaiser Franz Joseph I. Jeweils am 17. August 1917 und 1918 fanden Messen im Beisein von Kaiser Karl I. und dessen Gemahlin Zita statt.
Der Kaiser feierte an diesen Tagen seinen 30. bzw. 31. Geburtstag; für diese sogenannten „Kaisermessen“ wurde von Zita im Jahre 1918 ein eigener Barbarakelch gestiftet. Bei der neuerlichen Einweihung am 17. August 1917 war unter anderem der Apostolische Feldvikar Bischof Emmerich Bjelik zugegen. Nachdem das Regiment aufgelöst worden war, bestand kurzzeitig die Gefahr einer Demolierung der Kapelle, die nun keine Verwendung mehr fand. Aus diesem Grund richtete das Pfarramt Payerbach im Frühling 1922 an das Bundesministerium für Heereswesen eine Bitte, die hölzerne Kapelle abzutragen und an einem anderen Ort im Pfarrgebiet wieder aufzustellen. Mitte Juni 1922 wurde die Kapelle unentgeltlich an die Pfarre Payerbach übergeben und als Ort der Wiedererrichtung die Ortschaft Küb, damals eine beliebte Sommerfrische, gewählt. Mitte des darauffolgenden Monats konstituierte sich aus mehreren Küber Hausbesitzern ein Baukomitee, dessen Leitung der Gemeinderat Josef Rienzner übernahm. Nachdem die beiden Grundbesitzer, Postverwalter Alois Lechner und das Ehepaar Mathias und Anna Schober gegen Servitutsrecht ihren Grund und Boden überließen, sollte hier die Kapelle wieder aufgebaut werden. Durch das nasse Herbstwetter 1922 verzögerte sich die Wiedererrichtung allerdings immer wieder, weshalb die Kapelle erst nach mehreren Monaten Arbeitszeit aufgestellt werden konnte.
Nach der Wiedererrichtung wurden der „Krieger-Gedächtniskapelle“ von Baumeister Guido Gröger und Ing. Hugo Dienzl zwei Marmortafeln gewidmet, um die Namen der Gefallenen des Ortes Küb der Nachwelt zu erhalten. In weiterer Folge wurde die Kapelle am 19. August 1923 ein weiteres Mal eingeweiht. Die feierliche Neueinweihung der Barbarakapelle nahm der Payerbacher Pfarrer Ferdinand Haas unter Assistenz der Priesterkandidaten Ernst Kafko und Johann Lanner vor. Letztgenannter war der Sohn des k.k. Kammerzitherspielers Hans Lanner (1873–1964) vom Scheiterplatz. In weiterer Folge wurde ein Fonds zur Erhaltung der Barbarakapelle eingerichtet, dessen erstes größeres Erträgnis ein Konzert im Hotel Kastell Küb war. Im Jahre 1936 besuchte Kardinal Theodor Innitzer anlässlich der Visitation die Kapelle. Sechs Jahre später wurde die Bronzeglocke für Kriegszwecke abgenommen. In den Jahren 1952 und 1980 erfolgten umfangreiche Renovierungsarbeiten, wobei sich in den letzten Jahrzehnten vor allem die Ortsansässige Rosa Weinzettl um den Erhalt und die Pflege der Kapelle verdient gemacht hat.
Im August 1993 fand anlässlich des 70-jährigen Jubiläums der Übertragung nach Küb ein Festgottesdienst statt, bei dem auch eine Abteilung des Bundesheeres anwesend war, und bei dem das elektrische Läutwerk gesegnet wurde. Nachdem 2011 der DVV Küb die notwendig gewordenen Erhaltungsarbeiten an der Kapelle vorgenommen und den Platz vor der Kapelle neugestaltet hatte, fand am 17. August 2013 das 90-jährige Jubiläum der Übertragung der Kapelle nach Küb statt.

## Ausstattung
Im Inneren der Holzkapelle befindet sich unter anderem ein im zeitgenössischen Stil gemaltes Altarbild der heiligen Barbara als Schutzpatronin des Payerbacher Gebirgsartillerie-Regimentes vor der Felskulisse der Vajolet-Türme in Südtirol. Des Weiteren weist eine Marmortafel auf die Übertragung der Kapelle und die nachfolgende Einweihung hin. Eine genau gegenüber platzierte Marmortafel erinnert an sieben im Ersten Weltkrieg gefallene Männer aus der Ortschaft Küb. Neben den Tafeln und dem Altarbild sind Heiligenfiguren und weitere Bilder im Inneren der Kapelle platziert.